# Felice (漫画)
『Felice』（フェリーチェ）は、門瀬粗による日本の4コマ漫画作品。芳文社『まんがタイムきららキャラット』にて、2010年1月号から2012年2月号にかけて連載された。
タイトル名の「felice」とはイタリア語で「幸せ」を意味する言葉である。

## あらすじ
高2の少女・凛は、どう見ても小学生男子な外見の上、性格・行動ともに腕白坊主そのもの。幼なじみの少年・大地の家が経営する喫茶店・Feliceの「3倍カプチーノ」が大好物で、毎日店に入り浸り、マンガを読んでグータラしている。
そんな時、たまたまコンビニ前で絡まれていた同級生の少女・灯里を助けたことから、次第に友人が増え、凛の周囲はにぎやかになっていく。

## 主な登場人物
氷室 凛（ひむろ りん）
主人公。濃い青色のショートヘア、瞳も濃い青色。ツリ目。身長が低く、胸も皆無なので、小学生の少年のように見えるが、れっきとした16歳・高校2年生の少女。
身軽でケンカも強いが、他人と深くかかわるのを嫌う性格で、登下校時などはほぼいつも大きなヘッドホンをつけている。
幼なじみの大地の家が経営する喫茶店「Felice」の常連で、特製の「3倍カプチーノ」が大好物。
将来の夢は「Feliceで一生ダラけて過ごす」こと。
ストレスを感じると、その発散に苦しんでいたが、大地からマジカルニクキューを貸してもらってからは、それでイライラの対象である相手（たいていは灯里）を殴ることで、ストレス発散をしやすくなった。
凛本人は気づいていないが、大地に淡い恋心を抱いている。
九条 灯里（くじょう あかり）
凛の友人の少女。オレンジピンクのセミロングヘアで、頭の左側で1束にまとめている（先端は縦ロール）。瞳はゴールド。凛と同い年の16歳・高校2年生で、年相応の身体を持っている。かなりの癖っ毛で、まとめている髪留めを外すとボサボサの爆発状態になる。
人づきあいが苦手で、親しい友人もいなかったが、凛に「私が友達になればよくね?」と言われ、その後Feliceの常連となり、凛につきまとうようになる。男勝りな凛を「女の子らしくする」ことが目標。
かなりの晴れ女。また、クレーンゲームが得意。
携帯電話は、スマートフォンを所持している。
橘 大地（たちばな だいち）
凛の幼なじみで同級生の少年。栗色のショートヘアで、瞳も栗色。高2にしてはやや長身で、凛より頭2つ分ほどの身長差がある。
自宅は喫茶店「Felice」で、アルバイト扱いで店を手伝っている。比較的器用で、特にお菓子作りが得意。
困っている人や、危なっかしい人は放っておけない性格。凛のことは、単なる幼なじみ以上に、気にかけている。つい暴走して店内で騒いでしまう凛たちを抑える役回りが多く、本作一の苦労人でもある。
高校を卒業後は大学へ進学、その後は専門学校で調理師の免許と管理栄養士の資格を取って、Feliceで本格的に働く予定。
みー姉
栗色のストレートロングヘア。瞳も栗色。
大地の姉で、Feliceのマスター。ふだんはにこやかで優しいが、経営にはシビア。凛の3倍カプチーノ代や灯里のコーヒー代などを、大地のアルバイト代から遠慮なく差し引いたりする。
本編では本名は出ず「みー姉」のみだったが、単行本第2巻のカバー下で「美樹」であることが明かされている。なおこの時、凛から直接聞かれた本人は冗談で「ミルレリッヒ=橘」と答えて、凛と灯里を驚かせた。
白鐘 玲亜（しろがね れいあ）
凛たちより1つ年下の、高校1年生の少女。ボリュームのある白銀色のロングヘアで、前の左右をヘアピンで留め、後ろは大きく2束に分けて腰のあたりの左右で赤いヘアゴムでしばっている。瞳は小豆色。
初登場は第10話。夏祭りで靴ずれを起こしてしまい、偶然にも大地に手当てをしてもらった。後にFeliceに来店、凛たちと意気投合して常連の1人となる。
Feliceのある街の隣町に住み、凛たちとは別の、稜央女子高校（りょうおうじょしこうこう）に通う。
凛は1つ年上の先輩に当たるが、呼び方に迷ったあげく「凛ちゃんさん」と呼ぶようになる。
三毛猫
Feliceの近所にいる。野良らしいが、人にはかなり慣れている。灯里を初めてFeliceまで導いたり、凛を灯里の元まで導いたり、大地の遊び相手になったりと、凛たちをよく助けている。
正式な名前はないが、凛が「大佐」と名付けた。なお、候補として「被検体16号」や「紅茶仮面」というのがあった。
不良3人組
よく、Feliceの近くのコンビニ前でたむろしている。
リーダー格の通称“まこっち”は「この辺りの不良四天王の1人」と自称しているが、登場するたびに凛や大地にやられている。

## 舞台
Felice（フェリーチェ）
とある街の駅前商店街にある喫茶店。橘家の“みー姉”が経営している。フロアには4〜6人用のボックス席が3つと、6名分のカウンター席があり、喫茶店としては小規模。
レンガ造り風の、小粋な外観。店の2Fは、橘家の住居となっている。

## 書誌情報等

### 単行本
芳文社より「まんがタイムKRコミックス」として刊行。
1. 2011年1月27日発売 2011年2月11日初版発行 ISBN 978-4-8322-7985-8
2. 2012年3月13日初版発行 ISBN 978-4-8322-4117-6